# Équipe de France de football en 2012
Maillots
Actualités
L'équipe de France de football participe en 2012, au Championnat d'Europe en Pologne et en Ukraine ainsi qu'aux éliminatoires de la Coupe du monde 2014.

## Déroulement de la saison

### Objectifs
D'après le journal L'Équipe, l'équipe de France doit se fixer comme objectif de disputer les demi-finales de l'Euro 2012. Lors d'une interview début 2012, Laurent Blanc déclare que l'équipe de France « se prépare pour faire le meilleur résultat possible. » et ajoute que « Notre objectif, c'est donc de gagner un match ». Concernant après l'Euro, le sélectionneur affirme qu'il « souhaite continuer et espère pouvoir créer les fondations nécessaires au renouveau de l'équipe de France ».
Peu avant l'Euro, le gardien de but Hugo Lloris annonce que le premier objectif est d'atteindre les quarts de finale, paroles ensuite confirmées par le président de la FFF, Noël Le Graët. Pour le staff de l'équipe de France, « L'objectif de cet Euro sera d'être présents en quarts de finale ».

### Résumé

#### En route vers l'Euro
L'avant-saison est marquée par le refus de Noël Le Graët de prolonger le contrat de Laurent Blanc en équipe de France avant l'Euro 2012. Par la suite, Paul Le Guen et Arsène Wenger sont tour à tour évoqués par Le Monde et le Journal du dimanche pour le remplacer après le Championnat d'Europe,. Le 27 janvier, la Fédération divulgue les prochains adversaires en matchs amicaux au cours de l'année.
Le 29 février 2012, l'équipe de France réalise une belle performance en s'imposant à Brême contre l'Allemagne. L'attaquant titulaire habituel, Karim Benzema, étant blessé, c'est Olivier Giroud qui ouvre le score à la 21e minute. Puis c'est au tour de Florent Malouda de doubler la mise à la 69e minute. La réduction du score de Cacau dans le temps additionnel n'y change rien, les Bleus sont invaincus depuis 18 matchs. Séduisants dans le jeu, les Tricolores s'offrent une victoire de prestige et se montrent capables de rivaliser contre les grandes nations,,,.

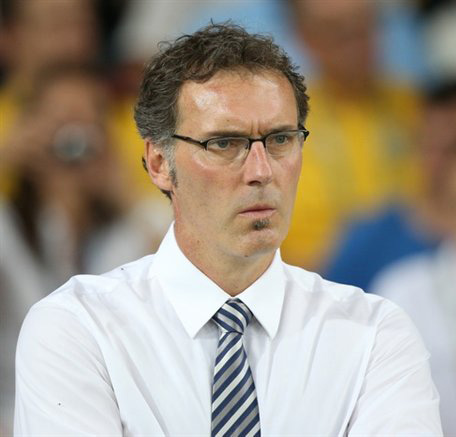
Laurent Blanc annonce la liste définitive des 23 joueurs retenus pour l'Euro le 23 mai.

Le 9 mai, le sélectionneur annonce une première liste de douze joueurs évoluant à l'étranger. Le 15 mai, la liste de quinze joueurs jouant en France est dévoilée. Le joueur de Tottenham Younès Kaboul déclare forfait le même jour. La liste comporte 26 joueurs. Le 29 mai, la liste est réduite au groupe final de 23 joueurs à la suite du départ de Loïc Rémy (blessé), Mapou Yanga-Mbiwa et Yoann Gourcuff, non retenus par Laurent Blanc,.
Avant l'Euro, l'équipe de France dispute trois matchs de préparation. Le 28 mai 2012, elle s'impose difficilement face à l'Islande 3-2 après avoir été mené 2 buts à 0 au bout d'une demi-heure. Elle refait son retard grâce à des buts de Mathieu Debuchy, son premier en équipe de France, puis de Franck Ribéry et d'Adil Rami, tous deux dans les cinq dernières minutes. Malgré quelques largesses défensives, l'équipe de France continue sa belle série de 19 matchs sans défaite,,. Trois jours plus tard, dans un état d'esprit plus favorable qu'auparavant, l'équipe de France gagne contre la Serbie 2-0 avec deux buts dans les seize premières minutes de Franck Ribéry et Florent Malouda, ce dernier marquant d'une frappe puissante des 30 mètres. Grâce à cette nouvelle victoire, la France continue sa série d'invincibilité,,. Pour son dernier match de préparation, le 5 juin 2012, la France l'emporte largement 4-0 contre l'Estonie, la victoire la plus large sous l'ère Laurent Blanc. Après un nouveau but de Frank Ribéry puis un doublé de Karim Benzema, une dernière réalisation de Jérémy Ménez scelle la large victoire de l'équipe de France. Ce résultat positif clôt les matchs de préparation de l'équipe de France avant l'Euro 2012,,. À la fin du match, les joueurs de l'équipe de France agitent une banderole avec le message « Merci ! À l'Euro, avec vous, pour vous ! ». Message faisant partie du plan de communication de la FFF.

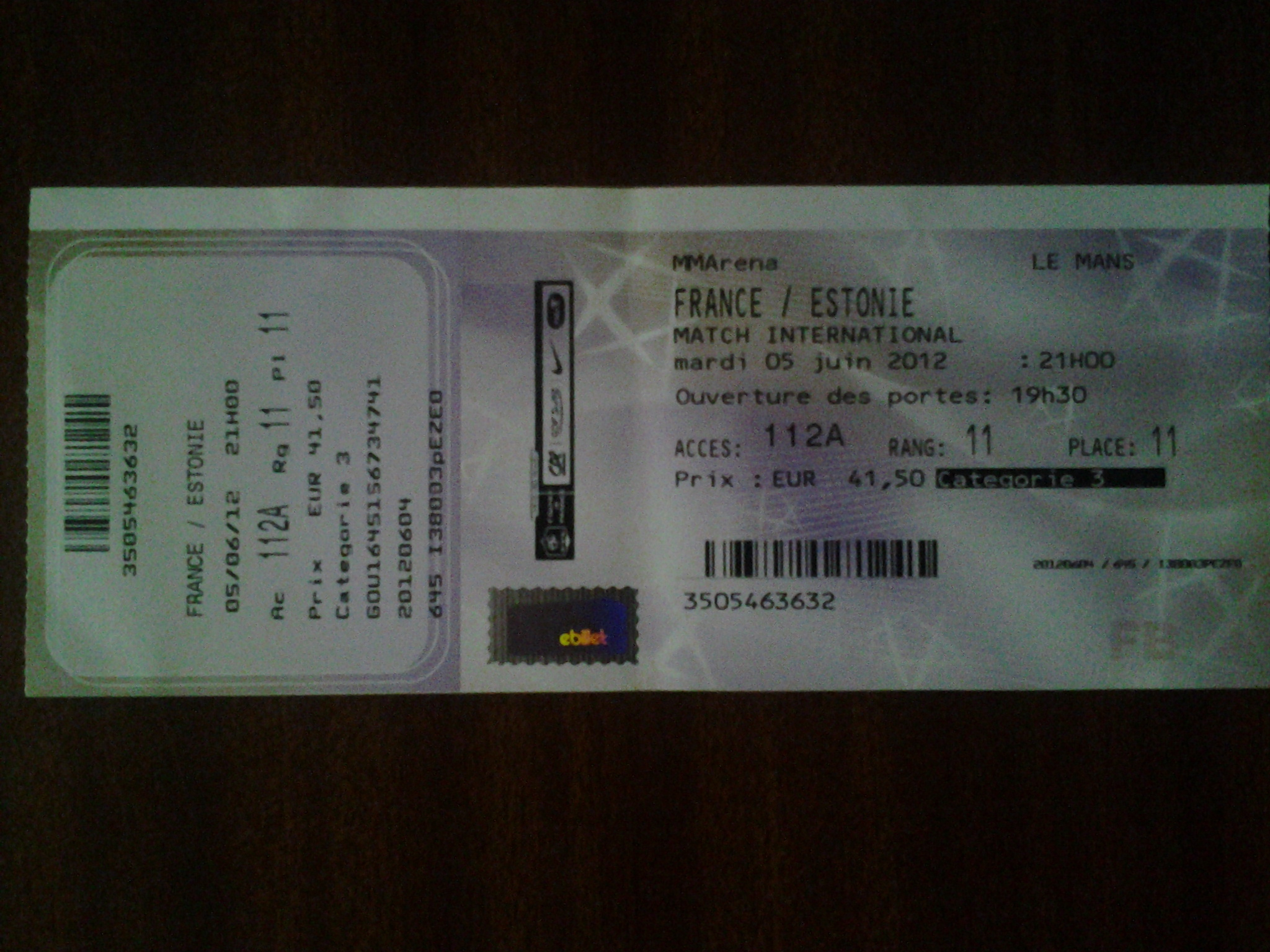
Billet du match France-Estonie du 5 juin 2012 au MMArena.

Un bilan sportif satisfaisant puisque les Bleus ont gagné leurs trois matchs, ont marqué neuf buts et n'en ont encaissé que deux. À la suite de ce carton plein, les hommes de Laurent Blanc sont invaincus depuis 21 matchs, ils égalent la série de Jacques Santini en 2004. Selon la presse, Franck Ribéry et Karim Benzema sont les deux joueurs qui ont le plus brillé de par leur entente sur le terrain,. En revanche, la défense composée de Mathieu Debuchy, Adil Rami, Philippe Mexès et Patrice Évra, pose plus de soucis au sélectionneur, Laurent Blanc. Ce dernier déclare : « le domaine défensif n'a pas été satisfaisant », puis ajoute qu'il faut faire « prendre conscience aux joueurs que défensivement, il faut être beaucoup plus rigoureux ».

#### Euro 2012: de l'espoir mais des regrets

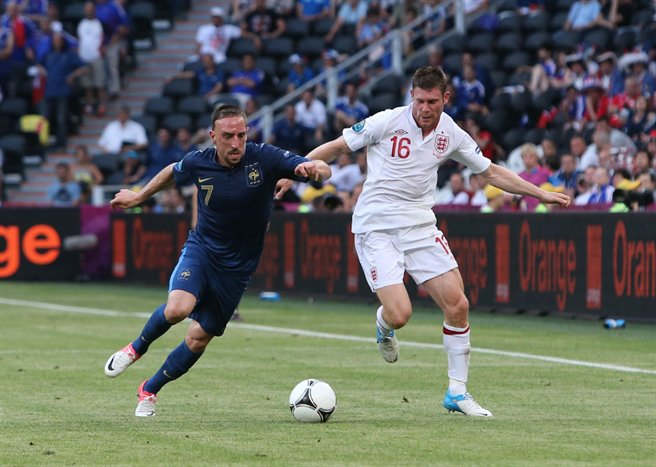
Franck Ribéry, à la lutte avec James Milner contre l'Angleterre (1-1).

Forte d'une série de 23 matchs consécutifs sans défaite depuis septembre 2010, la France commence son entrée en matière face à l'Angleterre. À la 30e minute, L'équipe de France encaisse un but de Joleon Lescott sur coup franc à la suite d'une erreur de marquage d'Alou Diarra. Neuf minutes plus tard, Samir Nasri égalise d'une frappe enroulée à l'entrée de la surface. Ce dernier se fait remarquer en allant insulter la tribune de presse française sur son but à la suite de certaines critiques du journal L'Équipe à son encontre. Dominateurs dans l'ensemble, les Bleus n'arrivent pas à inscrire un deuxième but et terminent la rencontre sur un match nul (1-1),,,,.
Lors du deuxième match de poule, la France est opposé à l'Ukraine, pays coorganisateur de la compétition. Interrompu après cinq minutes de jeu pendant près une heure, le match reprend et sourit aux Bleus. Les joueurs de l'équipe de France inscrivent deux buts coup sur coup, le premier de Jérémy Ménez à la 53e minute puis Yohan Cabaye à la 56e minute au terme d'un match parfaitement maîtrisé. Ce match constitue une première car c'est la première fois depuis la demi-finale du Mondial 2006 que l'équipe de France remporte un match en compétition officielle et un succès contre le Portugal. Cette victoire place la France dans une position favorable pour les quarts de finale,,,,.

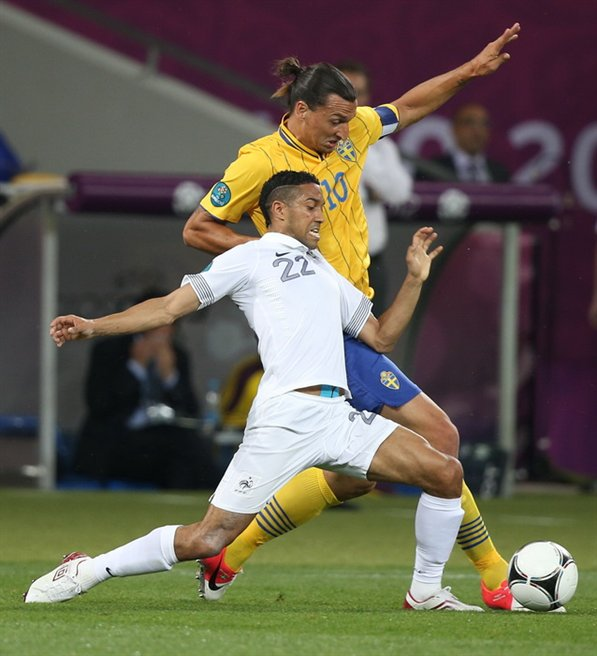
Gaël Clichy, en duel face à Zlatan Ibrahimović contre la Suède (0-2).

Le dernier match de poule va pourtant se révéler fatal pour la suite du parcours des Bleus. Face à la Suède, déjà éliminée après deux défaites, les Bleus s'inclinent 2-0, une première depuis deux ans et la défaite contre la Biélorussie, après avoir été complètement dominés dans tous les secteurs de jeu. Les Bleus sont néanmoins qualifiés pour les quarts en finissant à la deuxième place, derrière l'Angleterre. Cette deuxième place leur impose de rencontrer l'Espagne en quart-de-finale. Tout comme lors du Mondial 2010, de nouveaux incidents éclatent dans le vestiaire après la défaite contre la Suède, des accrochages étant survenus entre Samir Nasri et d'autres joueurs,,,,.

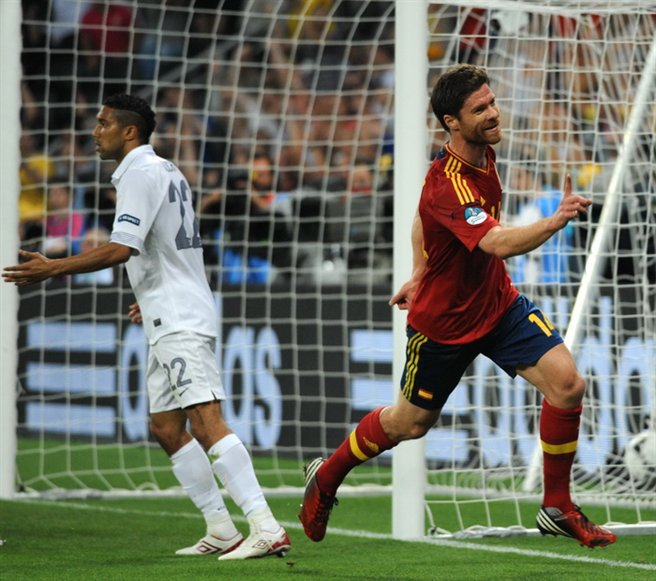
Xabi Alonso célèbre son doublé contre l'équipe de France.

Le quart de finale contre l'Espagne (championne du monde et d'Europe en titre) voit une équipe de France encaisser le but le plus rapide sous l'ère Laurent Blanc, à la 19e minute par Xabi Alonso. Au terme d'une rencontre très pauvre en actions de jeu, les champions du monde espagnols s'imposent finalement sans forcer 2-0 grâce à un doublé de Xabi Alonso avec un penalty dans le temps additionnel. N'ayant presque rien tenté pendant le match, la France quitte la compétition sur un goût d'inachevé,,,.
À l'issue de cette élimination, de nouvelles critiques s'abattent sur l'équipe de France une nouvelle fois en raison du mauvais comportement de certains joueurs. Pour la presse nationale, cet Euro n'a pas redoré l'image de l'équipe de France qui reste brouillée après les fiascos moraux et sportifs de l'Euro 2008 et du Mondial 2010. Certains qualifient l'attitude des bleus comme « suffisante », sans jamais avoir montré une vraie volonté de se battre sur le terrain et de s'être simplement contentés de l'objectif annoncé par la FFF, à savoir la qualification pour les quarts de finale avec une prime de 100 000 euros. Samir Nasri se retrouve en pleine polémique à la suite d'un nouveau dérapage verbal avec un journaliste de l'Agence France-Presse (AFP) à la fin du match contre l'Espagne. Par ailleurs, le remboursement de la prime des 100 000 euros est souhaité par certains hommes politiques,,,,,.

#### Après l'Euro: débuts des qualifications pour le Mondial 2014
Le 30 juin 2012, Laurent Blanc quitte ses fonctions de sélectionneur après un entretien avec le président de la Fédération Noël Le Graët survenu deux jours plus tôt,. Une semaine plus tard, le 8 juillet 2012, Didier Deschamps est nommé sélectionneur de l'équipe de France qui entre donc dans une nouvelle phase de transition dont l'objectif principal est la qualification à la Coupe du monde 2014 se déroulant au Brésil. Le contrat du nouveau sélectionneur, d'une durée de deux ans, sera automatiquement renouvelé en cas de qualification.
Le 15 août 2012, l'équipe de France dispute son premier match sous l'ère Didier Deschamps contre l'Uruguay dans le nouveau stade Océane au Havre. Au terme cette rencontre amicale, les deux équipent se quittent sur un score nul et vierge qui reflète bien la physionomie du match malgré la nette domination française dont deux poteaux français. Pour sa première sur le banc de l'équipe de France, Didier Deschamps commence par un nul,.

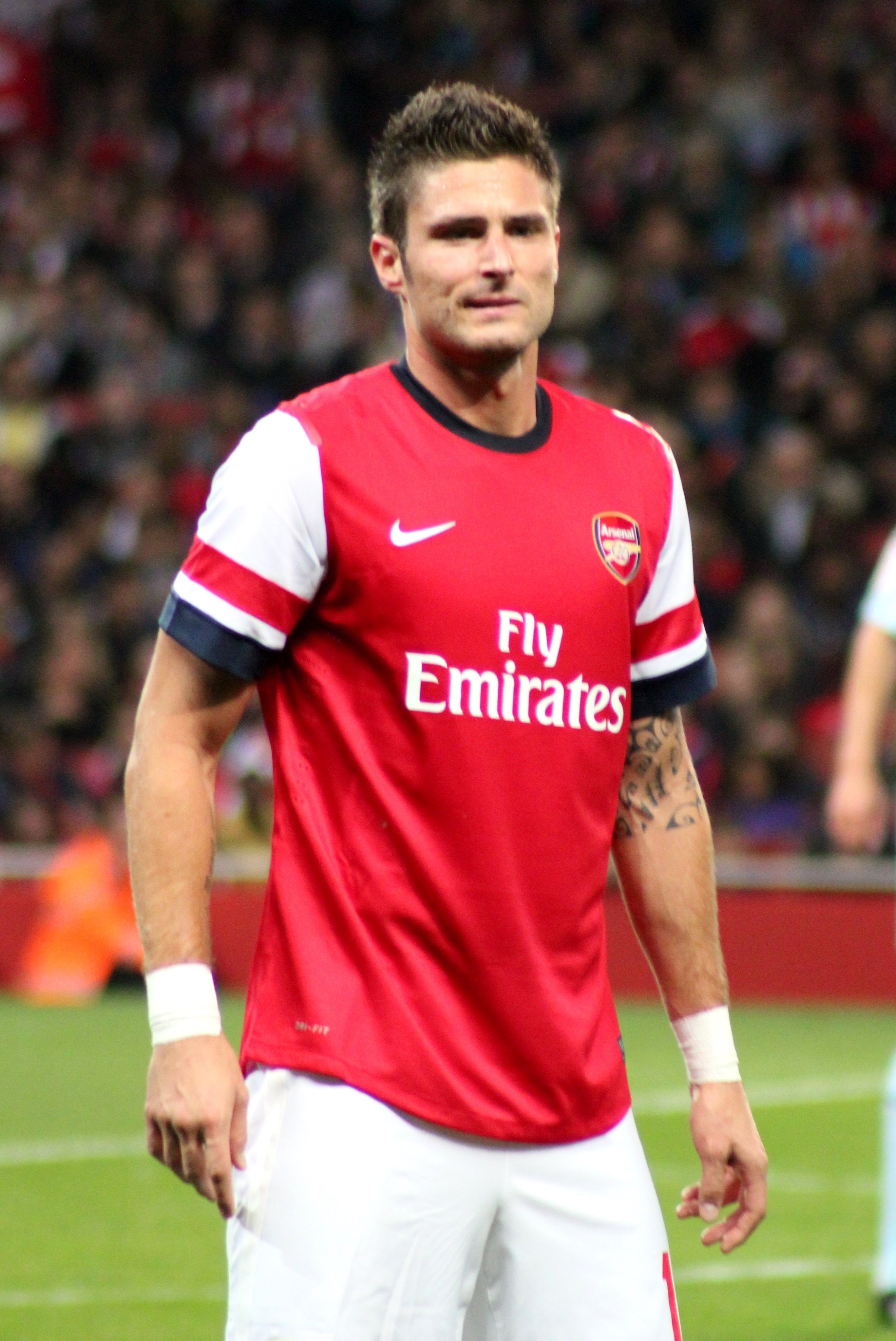
Olivier Giroud, ici sous les couleurs d'Arsenal, égalise contre l'Espagne.

Le 7 novembre 2012, les Bleus entament leurs matchs de qualification face à la Finlande à Helsinki. À la 21e minute, Abou Diaby inscrit le seul but de la rencontre sur une passe de Karim Benzema. Pour leur premier match des éliminatoires, les Bleus n'ont pas manqué leur entrée en matière,. 
Pour son deuxième match de qualification, la France est opposée à la Biélorussie, déjà rencontrée lors des éliminatoires de l'Euro 2012. De retour au Stade de France, les Bleus réalisent une belle prestation avec trois buts à la clé. Étienne Capoue et Christophe Jallet inscrivent leur tout premier but en sélection nationale. Malgré la réduction du score sur pénalty, la Biélorussie encaisse un troisième but par l'intermédiaire de Franck Ribéry qui porte désormais son total à 4 buts, ce qui fait de lui le meilleur buteur de l'équipe de France en 2012. Grâce à cette deuxième victoire, les Tricolores enchaînent et sont en tête du classement avec 6 points gagnés sur 6 possibles,,.
Le 12 octobre 2012, l'équipe de France rencontre le Japon en match amical afin de préparer la rencontre importante contre l'Espagne quatre jours plus tard. Après avoir gâché de nombreuses occasions, les Bleus se font surprendre en fin de match et encaisse un but à la suite d'une contre-attaque japonaise. Les Nippons réalisent le hold-up parfait et fragilise dans le même temps la confiance de l'équipe de France,.
Le 16 octobre 2012, l'équipe de France se présente face à l'équipe d'Espagne (champions du monde et double champions d'Europe en titre), affectée après sa défaite à domicile contre le Japon. Les joueurs de la Roja prennent rapidement le contrôle du match avec un but de Sergio Ramos à la 25e minute. Après un but injustement refusé à Jérémy Ménez, le gardien français Hugo Lloris arrête un pénalty de Cesc Fàbregas. En deuxième mi-temps, la France domine et se procure plusieurs occasions jusqu'à la dernière minute et une égalisation d'Olivier Giroud (rentré quelques minutes plus tôt) sur un centre de Franck Ribéry. Après le match, la presse française salut la belle prestation de l'équipe de France, notamment en seconde période, et reconnaît la performance « héroïque » que les Bleus ont réalisé,,.
Le 14 novembre 2012, la France conclut l'année 2012 par une rencontre amicale contre l'Italie au stade Ennio-Tardini à Parme. Dans un match plaisant à regarder, la Squadra Azzura ouvre le score à la 35e minute par El Shaarawy. Mais deux minutes plus tard, Mathieu Valbuena égalise d'une frappe enroulée en pleine lucarne. En seconde période, la France prend l'avantage avec une réalisation de Bafétimbi Gomis vers l'heure de jeu. En fin de match, l'Italie pousse mais la France ne rompt pas. Sur la lancée du match nul obtenu contre l'Espagne, les Bleus termine l'année en beauté avec une victoire face aux vice-champions d'Europe et s'offre une nouvelle victoire de prestige après l'Angleterre (2010), le Brésil (2011) et l'Allemagne (2012),.

### Évolution du coefficient FIFA
Au cours de l'année 2012, l'évolution de l'équipe de France au classement mondial de la FIFA reste assez constant. Toujours aux environs de la 15e place, la France connaît un pic à la 13e place en octobre grâce à ses deux premières victoires dans son groupe de qualifications mais chute le mois suivant à la 18e place à la suite de sa défaite contre le Japon, son plus mauvais classement depuis mai 2011. Les Bleus terminent l'année à la 17e place.
Le tableau ci-dessous présente les coefficients mensuels de l'équipe de France publiés par la FIFA durant l'année 2012.
| Mois | janv. | fév. | mars | avril | mai | juin | juillet | août | sept. | oct. | nov. | déc. |
| Rang | 15    | 17   | 16   | 16    | 16  | 14   | 14      | 15   | 15    | 13   | 18   | 17   |

Afin de déterminer dans quel chapeau se trouve la France pour le tirage au sort des groupes de l'Euro 2012, le coefficient UEFA est calculé pour chaque nation en additionnant :
- 40 % du coefficient de la phase de qualification de l'Euro 2012.
- 40 % du coefficient de la phase de qualification et de la phase finale de la coupe du monde 2010.
- 20 % du coefficient de la phase de qualification et de la phase finale de l'Euro 2008[56].

### Bilan

#### Bilan annuel
En 2012, l'équipe de France dispute 14 matchs soldés par 8 victoires, 3 nuls et 3 défaites, soit 20 points obtenus. Les Bleus affichent une différence de but positive (+9) avec 21 buts marqués et 12 buts encaissés. Contre l'Estonie, la France s'offre sa plus large victoire (4-0) sous l'ère Laurent Blanc avec un écart de 4 buts, ce qui n'était plus arrivé depuis septembre 2009 et une victoire 5-0 contre les Îles Féroé. Lors de l'Euro, la Suède met un terme à la série d'invincibilité (23 matchs sans défaite) de l'équipe de France, ayant débuté en septembre 2010, en battant 2-0 les Tricolores.

#### Classement du groupe de qualifications
À l'issue des trois premières journées, l'équipe de France est en tête de son groupe de qualifications pour la Coupe du monde 2014, à égalité avec l'Espagne. En effet, avec respectivement deux victoires et un match nul, les deux équipes possèdent 7 points au classement. Derrière eux, la Géorgie est troisième avec 4 points et un match en plus. Tout comme la Biélorussie qui a 3 points, tandis que la Finlande est dernière du groupe avec seulement 2 points malgré un match en retard.
À noter que seuls les premiers de chaque groupe sont qualifiés directement pour la Coupe du monde 2014. Les 8 meilleurs deuxièmes doivent passer aux matchs de barrage des qualifications tandis que les autres sont éliminés.
| Rang | Équipe      | Pts | J | G | N | P | Bp | Bc | Diff |  | Résultats (▼ dom., ► ext.) |     |     |     |     |   |
| ---- | ----------- | --- | - | - | - | - | -- | -- | ---- |  | -------------------------- | --- | --- | --- | --- | - |
| 1    | Espagne     | 7   | 3 | 2 | 1 | 0 | 6  | 1  | +5   |  | Espagne                    |     | 1-1 | -   | -   | - |
| 2    | France      | 7   | 3 | 2 | 1 | 0 | 5  | 2  | +3   |  | France                     | -   |     | -   | 3-1 | - |
| 3    | Géorgie     | 4   | 4 | 1 | 1 | 2 | 2  | 4  | -2   |  | Géorgie                    | 0-1 | -   |     | 1-0 | - |
| 4    | Biélorussie | 3   | 4 | 1 | 0 | 3 | 3  | 8  | -5   |  | Biélorussie                | 0-4 | -   | 2-0 |     | - |
| 5    | Finlande    | 1   | 2 | 0 | 1 | 1 | 1  | 2  | -1   |  | Finlande                   | -   | 0-1 | 1-1 | -   |   |

## Joueurs et encadrement

### Appelés récemment
Les joueurs suivants ne font pas partie du dernier groupe appelé mais ont été retenus en équipe nationale lors de l'année 2012.
Les joueurs qui comportent ce signe , sont blessés lors du rassemblement de novembre pour le match contre l'Italie.
| Pos. | Nom               | Date de Naissance | Sél. | Buts | Club                   | Dernier appel                     |
| ---- | ----------------- | ----------------- | ---- | ---- | ---------------------- | --------------------------------- |
| AT   | Karim Benzema     | 19 décembre 1987  | 54   | 15   | Real Madrid            | vs Espagne, 16 octobre 2012       |
| DF   | Gaël Clichy       | 26 juillet 1985   | 16   | 0    | Manchester City        | vs Espagne, 16 octobre 2012       |
| DF   | Christophe Jallet | 31 octobre 1983   | 3    | 1    | Paris SG               | vs Espagne, 16 octobre 2012       |
| ML   | Clément Chantôme  | 11 septembre 1987 | 1    | 0    | Paris SG               | vs Espagne, 16 octobre 2012       |
| ML   | Abou Diaby        | 11 mai 1986       | 16   | 1    | Arsenal                | vs Biélorussie, 11 septembre 2012 |
| ML   | Rio Mavuba        | 8 mars 1984       | 9    | 0    | LOSC Lille             | vs Biélorussie, 11 septembre 2012 |
| ML   | Marvin Martin     | 10 janvier 1988   | 15   | 2    | LOSC Lille             | vs Uruguay, 15 août 2012          |
| AT   | Jimmy Briand      | 2 août 1985       | 5    | 0    | Olympique lyonnais     | vs Uruguay, 15 août 2012          |
| DF   | Raphaël Varane    | 25 avril 1993     | 0    | 0    | Real Madrid            | vs Uruguay, 15 août 2012          |
| ML   | Florent Malouda   | 13 juin 1980      | 80   | 9    | Chelsea                | Euro 2012, 23 juin 2012           |
| ML   | Alou Diarra       | 15 juillet 1981   | 44   | 0    | West Ham               | Euro 2012, 23 juin 2012           |
| ML   | Samir Nasri       | 26 juin 1987      | 35   | 4    | Manchester City        | Euro 2012, 23 juin 2012           |
| DF   | Philippe Mexès    | 30 mars 1982      | 29   | 1    | AC Milan               | Euro 2012, 23 juin 2012           |
| ML   | Yann M'Vila       | 29 juin 1990      | 22   | 1    | Stade rennais          | Euro 2012, 23 juin 2012           |
| ML   | Hatem Ben Arfa    | 7 mars 1987       | 13   | 2    | Newcastle United       | Euro 2012, 23 juin 2012           |
| GB   | Cédric Carrasso   | 30 décembre 1981  | 1    | 0    | Girondins de Bordeaux  | Euro 2012, 23 juin 2012           |
| AT   | Loïc Rémy         | 2 janvier 1987    | 17   | 4    | Olympique de Marseille | vs Islande, 27 mai 2012           |
| DF   | Éric Abidal       | 11 septembre 1979 | 61   | 0    | FC Barcelone           | vs Allemagne, 29 février 2012     |
| AT   | Louis Saha        | 8 août 1978       | 20   | 4    | Sunderland             | vs Allemagne, 29 février 2012     |
| AT   | Kevin Gameiro     | 9 mai 1987        | 8    | 1    | Paris SG               | vs Allemagne, 29 février 2012     |
| ML   | Morgan Amalfitano | 20 mars 1985      | 1    | 0    | Olympique de Marseille | vs Allemagne, 29 février 2012     |

### Groupe des 23 joueurs pour l'Euro 2012
| Numéro / Nom       | Numéro / Nom       | Équipe                 | Sél. (but)      | Date de naissance | J.              |                 |                 |                 |                 |
| Gardiens de but    | Gardiens de but    | Gardiens de but        | Gardiens de but | Gardiens de but   | Gardiens de but | Gardiens de but | Gardiens de but | Gardiens de but | Gardiens de but |
| ------------------ | ------------------ | ---------------------- | --------------- | ----------------- | --------------- | --------------- | --------------- | --------------- | --------------- |
| 1                  | Hugo Lloris        | Olympique lyonnais     | 36 (0)          | 26 décembre 1986  | 3               | 0               | 0               | 0               | 0               |
| 16                 | Steve Mandanda     | Olympique de Marseille | 15 (0)          | 28 mars 1985      | 0               | 0               | 0               | 0               | 0               |
| 23                 | Cédric Carrasso    | Girondins de Bordeaux  | 1 (0)           | 30 décembre 1981  | 0               | 0               | 0               | 0               | 0               |
| Défenseurs         |                    |                        |                 |                   |                 |                 |                 |                 |                 |
| 2                  | Mathieu Debuchy    | Lille OSC              | 8 (1)           | 28 juillet 1985   | 3               | 0               | 1               | 0               | 0               |
| 3                  | Patrice Évra       | Manchester United      | 42 (0)          | 15 mai 1981       | 1               | 0               | 0               | 0               | 0               |
| 4                  | Adil Rami          | Valence CF             | 23 (1)          | 27 décembre 1985  | 3               | 0               | 0               | 0               | 0               |
| 5                  | Philippe Mexès     | AC Milan               | 29 (1)          | 30 mars 1982      | 3               | 0               | 2               | 0               | 0               |
| 13                 | Anthony Réveillère | Olympique lyonnais     | 17 (1)          | 10 novembre 1979  | 0               | 0               | 0               | 0               | 0               |
| 21                 | Laurent Koscielny  | Arsenal                | 3 (0)           | 10 septembre 1985 | 0               | 0               | 0               | 0               | 0               |
| 22                 | Gaël Clichy        | Manchester City        | 14 (0)          | 26 juillet 1985   | 2               | 0               | 0               | 0               | 0               |
| Milieux de terrain |                    |                        |                 |                   |                 |                 |                 |                 |                 |
| 6                  | Yohan Cabaye       | Newcastle United       | 15 (1)          | 14 janvier 1986   | 2               | 1               | 0               | 0               | 0               |
| 8                  | Mathieu Valbuena   | Olympique de Marseille | 12 (2)          | 28 septembre 1984 | 0               | 0               | 0               | 0               | 0               |
| 11                 | Samir Nasri        | Manchester City        | 34 (4)          | 26 juin 1987      | 3               | 1               | 0               | 0               | 0               |
| 12                 | Blaise Matuidi     | Paris SG               | 4 (0)           | 9 avril 1987      | 0               | 0               | 0               | 0               | 0               |
| 15                 | Florent Malouda    | Chelsea FC             | 79 (9)          | 13 juin 1980      | 2               | 0               | 0               | 0               | 0               |
| 17                 | Yann M'Vila        | Stade rennais          | 21 (1)          | 29 juin 1990      | 2               | 0               | 0               | 0               | 0               |
| 18                 | Alou Diarra        | Olympique de Marseille | 44 (0)          | 15 juillet 1981   | 3               | 0               | 0               | 0               | 0               |
| 19                 | Marvin Martin      | FC Sochaux             | 14 (2)          | 10 janvier 1988   | 2               | 0               | 0               | 0               | 0               |
| Attaquants         |                    |                        |                 |                   |                 |                 |                 |                 |                 |
| 7                  | Franck Ribéry      | Bayern Munich          | 63 (10)         | 7 avril 1983      | 3               | 0               | 0               | 0               | 0               |
| 9                  | Olivier Giroud     | Montpellier HSC        | 8 (1)           | 30 septembre 1986 | 2               | 0               | 0               | 0               | 0               |
| 10                 | Karim Benzema      | Real Madrid            | 48 (15)         | 19 décembre 1987  | 3               | 0               | 0               | 0               | 0               |
| 14                 | Jérémy Ménez       | Paris SG               | 15 (2)          | 7 mai 1987        | 2               | 1               | 1               | 0               | 0               |
| 20                 | Hatem Ben Arfa     | Newcastle United       | 13 (2)          | 7 mars 1987       | 2               | 0               | 0               | 0               | 0               |

 = capitaine --  Gardien de butDéfenseurMilieu de terrainAttaquantSélectionneur

## Matchs
| Date              | Stade, ville, pays                            | Adversaire  | Score | Compétition |
| 29 février 2012   | Weserstadion Brême, Allemagne                 | Allemagne   | 1 - 2 | A           |
| 27 mai 2012       | Stade du Hainaut Valenciennes, France         | Islande     | 3 - 2 | A           |
| 31 mai 2012       | Stade Auguste-Delaune Reims, France           | Serbie      | 2 - 0 | A           |
| 5 juin 2012       | MMArena Le Mans, France                       | Estonie     | 4 - 0 | A           |
| 11 juin 2012      | Donbass Arena Donetsk, Ukraine                | Angleterre  | 1 - 1 | Euro 2012   |
| 15 juin 2012      | Donbass Arena Donetsk, Ukraine                | Ukraine     | 0 - 2 | Euro 2012   |
| 19 juin 2012      | Stade olympique Kiev, Ukraine                 | Suède       | 2 - 0 | Euro 2012   |
| 23 juin 2012      | Donbass Arena Donetsk, Ukraine                | Espagne     | 2 - 0 | Euro 2012   |
| 15 août 2012      | Stade Océane Le Havre, France                 | Uruguay     | 0 - 0 | A           |
| 7 septembre 2012  | Stade olympique d'Helsinki Helsinki, Finlande | Finlande    | 0 - 1 | QCM         |
| 11 septembre 2012 | Stade de France Saint-Denis, France           | Biélorussie | 3 - 1 | QCM         |
| 12 octobre 2012   | Stade de France Saint-Denis, France           | Japon       | 0 - 1 | A           |
| 16 octobre 2012   | Stade Vicente Calderon Madrid,Espagne         | Espagne     | 1 - 1 | QCM         |
| 14 novembre 2012  | Stade Ennio-Tardini Parme,Italie              | Italie      | 1 - 2 | A           |

## Aspects tactiques

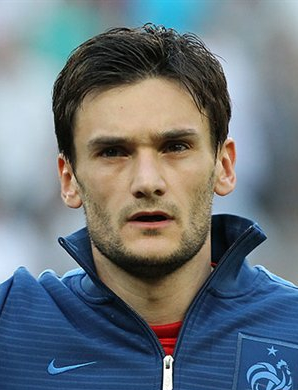
Désigné capitaine par Laurent Blanc, Hugo Lloris garde la confiance du sélectionneur, Didier Deschamps.

Fidèle à son 4-3-3 instauré en début de mandat de sélectionneur, Laurent Blanc reproduit ce même schéma de jeu à chaque match mis à part contre l'Allemagne où il met en place un 4-2-3-1 avec Samir Nasri comme meneur de jeu. Après la parenthèse allemande, il revient au 4-3-3 pour les matchs de préparation avant l'Euro. Au terme de ces rencontres, une « équipe-type » se dégage : Hugo Lloris dans les buts ; Mathieu Debuchy, Adil Rami, Philippe Mexès et Patrice Évra (en concurrence avec Gaël Clichy) forment la ligne défensive ; Viennent ensuite les trois milieux de terrain avec Alou Diarra en sentinelle encadré par Yohan Cabaye et Florent Malouda ; Enfin, la ligne d'attaque est composée de Franck Ribéry à gauche et Karim Benzema en pointe ; Seul le côté droit de l'attaque reste incertain où Samir Nasri, Jérémy Ménez et Hatem Ben Arfa se disputent la place de titulaire,. Ce onze de départ est reconduit quasiment tout le long de l'Euro à quelques remaniements près. Par contre, à la suite d'un concours de circonstances, Laurent Blanc doit effectuer plusieurs changements majeurs lors du quart-de-finale contre l'Espagne. Il remplace Philippe Mexès (suspendu) par Laurent Koscielny et place Anthony Réveillère au poste d'arrière droit faisant avancer d'un cran Mathieu Debuchy. Alou Diarra est lui aussi remplacé, poste pour poste, par Yann M'Vila.
Pour son premier match avec les Bleus, Didier Deschamps, le nouveau sélectionneur, établit un 4-4-2 classique contre l'Uruguay avec notamment quatre joueurs absents à l'Euro et aligne, pour la première fois en tant que titulaire, le duo Giroud-Benzema,. Par la suite, Deschamps revient au 4-3-3 (qu'il a utilisé pendant 3 saisons à l'OM) et fait émerger plusieurs joueurs au sein du groupe comme Rio Mavuba, Mamadou Sakho, Mapou Yanga-Mbiwa, Blaise Matuidi ou encore Moussa Sissoko. Il garde aussi sa confiance à Hugo Lloris, le capitaine des Bleus, malgré son statut de remplaçant à Tottenham. En se privant de joueurs comme Philippe Mexès, Florent Malouda ou encore Samir Nasri, Deschamps marque la rupture avec l'ère Laurent Blanc. Contre l'Espagne, l'équipe de France change son schéma de jeu en seconde période pour un 4-2-3-1, ce qui s'avère efficace puisque les Bleus arrache le nul face aux champions d'Europe et du monde en titre. Sur la lancée de la belle prestation contre l'Espagne, Didier Deschamps reconduit le 4-2-3-1 face à l'Italie avec Mathieu Valbuena en meneur de jeu.

## Statistiques

### Résultats détaillés
| Match amical                                          | Allemagne | 1 – 2   | France                   | Weserstadion Brême, Allemagne                      |                                                    |
| 29 février 2012 · 21 h 00 · Historique des rencontres | Cacau 90e | (0 – 1) | 21e Giroud · 69e Malouda | Spectateurs : 37 800 Arbitrage : Paolo Tagliavento | Spectateurs : 37 800 Arbitrage : Paolo Tagliavento |
| 29 février 2012 · 21 h 00 · Historique des rencontres | Rapport   |         |                          | Spectateurs : 37 800 Arbitrage : Paolo Tagliavento | Spectateurs : 37 800 Arbitrage : Paolo Tagliavento |

| Match amical                                      | France                              | 3 – 2   | Islande                        | Stade du Hainaut Valenciennes, France                 |                                                       |
| 27 mai 2012 · 21 h 00 · Historique des rencontres | Debuchy 52e · Ribéry 85e · Rami 87e | (0 – 2) | 28e Bjarnason · 34e Sigþórsson | Spectateurs : 20 580 Arbitrage : Sebastien Delferière | Spectateurs : 20 580 Arbitrage : Sebastien Delferière |
| 27 mai 2012 · 21 h 00 · Historique des rencontres | Rapport                             |         |                                | Spectateurs : 20 580 Arbitrage : Sebastien Delferière | Spectateurs : 20 580 Arbitrage : Sebastien Delferière |

| Match amical                                      | France                   | 2 – 0   | Serbie | Stade Auguste-Delaune Reims, France           |                                               |
| 31 mai 2012 · 21 h 00 · Historique des rencontres | Ribéry 11e · Malouda 15e | (2 – 0) |        | Spectateurs : 18 000 Arbitrage : Knut Kircher | Spectateurs : 18 000 Arbitrage : Knut Kircher |
| 31 mai 2012 · 21 h 00 · Historique des rencontres | Rapport                  |         |        | Spectateurs : 18 000 Arbitrage : Knut Kircher | Spectateurs : 18 000 Arbitrage : Knut Kircher |

| Match amical                                      | France                                     | 4 – 0   | Estonie | MMArena Le Mans, France                      |                                              |
| 5 juin 2012 · 21 h 00 · Historique des rencontres | Ribéry 24e · Benzema 37e 47e · Ménez 90+1e | (2 – 0) |         | Spectateurs : 23 500 Arbitrage : Liran Liany | Spectateurs : 23 500 Arbitrage : Liran Liany |
| 5 juin 2012 · 21 h 00 · Historique des rencontres | Rapport                                    |         |         | Spectateurs : 23 500 Arbitrage : Liran Liany | Spectateurs : 23 500 Arbitrage : Liran Liany |

| Euro 2012                                                  | France    | 1 – 1   | Angleterre  | Donbass Arena Donetsk, Ukraine                  |                                                 |
| 11 juin 2012 · 18 h 00 (UTC+1) · Historique des rencontres | Nasri 39e | (1 – 1) | 30e Lescott | Spectateurs : 50 000 Arbitrage : Nicola Rizzoli | Spectateurs : 50 000 Arbitrage : Nicola Rizzoli |
| 11 juin 2012 · 18 h 00 (UTC+1) · Historique des rencontres | Rapport   |         |             | Spectateurs : 50 000 Arbitrage : Nicola Rizzoli | Spectateurs : 50 000 Arbitrage : Nicola Rizzoli |

| Euro 2012                                                  | Ukraine | 0 – 2   | France                 | Donbass Arena Donetsk, Ukraine                 |                                                |
| 15 juin 2012 · 18 h 00 (UTC+1) · Historique des rencontres |         | (0 – 0) | 53e Ménez · 56e Cabaye | Spectateurs : 48 000 Arbitrage : Björn Kuipers | Spectateurs : 48 000 Arbitrage : Björn Kuipers |
| 15 juin 2012 · 18 h 00 (UTC+1) · Historique des rencontres | Rapport |         |                        | Spectateurs : 48 000 Arbitrage : Björn Kuipers | Spectateurs : 48 000 Arbitrage : Björn Kuipers |

| Euro 2012                                                  | Suède                           | 2 – 0   | France | Stade olympique Kiev, Ukraine                  |                                                |
| 19 juin 2012 · 20 h 45 (UTC+1) · Historique des rencontres | Ibrahimović 54e · Larsson 90+1e | (0 – 0) |        | Spectateurs : 63 000 Arbitrage : Pedro Proença | Spectateurs : 63 000 Arbitrage : Pedro Proença |
| 19 juin 2012 · 20 h 45 (UTC+1) · Historique des rencontres | Rapport                         |         |        | Spectateurs : 63 000 Arbitrage : Pedro Proença | Spectateurs : 63 000 Arbitrage : Pedro Proença |

| Euro 2012                                          | Espagne                 | 2 – 0   | France | Donbass Arena Donetsk, Ukraine                  |                                                 |
| 23 juin 2012 · 20 h 45 · Historique des rencontres | Alonso 19e 90+1e (pen.) | (1 – 0) |        | Spectateurs : 48 000 Arbitrage : Nicola Rizzoli | Spectateurs : 48 000 Arbitrage : Nicola Rizzoli |
| 23 juin 2012 · 20 h 45 · Historique des rencontres | Rapport                 |         |        | Spectateurs : 48 000 Arbitrage : Nicola Rizzoli | Spectateurs : 48 000 Arbitrage : Nicola Rizzoli |

| Match amical                                       | France  | 0 – 0   | Uruguay | Stade Océane Le Havre, France                   |                                                 |
| 15 août 2012 · 21 h 00 · Historique des rencontres |         | (0 – 0) |         | Spectateurs : 25 000 Arbitrage : Daniele Orsato | Spectateurs : 25 000 Arbitrage : Daniele Orsato |
| 15 août 2012 · 21 h 00 · Historique des rencontres | Rapport |         |         | Spectateurs : 25 000 Arbitrage : Daniele Orsato | Spectateurs : 25 000 Arbitrage : Daniele Orsato |

| Qualifications Coupe du monde                          | Finlande | 0 – 1   | France    | Stade olympique Helsinki, Finlande             |                                                |
| 7 septembre 2012 · 21 h 00 · Historique des rencontres |          | (0 – 1) | 20e Diaby | Spectateurs : 35 111 Arbitrage : Craig Thomson | Spectateurs : 35 111 Arbitrage : Craig Thomson |
| 7 septembre 2012 · 21 h 00 · Historique des rencontres | Rapport  |         |           | Spectateurs : 35 111 Arbitrage : Craig Thomson | Spectateurs : 35 111 Arbitrage : Craig Thomson |

| Qualifications Coupe du monde                           | France                               | 3 – 1   | Biélorussie | Stade de France Saint-Denis, France            |                                                |
| 11 septembre 2012 · 21 h 00 · Historique des rencontres | Capoue 49e · Jallet 68e · Ribéry 80e | (0 – 0) | 72e Putsila | Spectateurs : 55 000 Arbitrage : Hüseyin Göçek | Spectateurs : 55 000 Arbitrage : Hüseyin Göçek |
| 11 septembre 2012 · 21 h 00 · Historique des rencontres | Rapport                              |         |             | Spectateurs : 55 000 Arbitrage : Hüseyin Göçek | Spectateurs : 55 000 Arbitrage : Hüseyin Göçek |

| Match amical                                          | France  | 0 – 1   | Japon      | Stade de France Saint-Denis, France             |                                                 |
| 12 octobre 2012 · 21 h 00 · Historique des rencontres |         | (0 – 0) | 89e Kagawa | Spectateurs : 55 000 Arbitrage : William Collum | Spectateurs : 55 000 Arbitrage : William Collum |
| 12 octobre 2012 · 21 h 00 · Historique des rencontres | Rapport |         |            | Spectateurs : 55 000 Arbitrage : William Collum | Spectateurs : 55 000 Arbitrage : William Collum |

| Qualifications Coupe du monde                         | Espagne   | 1 – 1   | France       | Stade Vicente-Calderón Madrid, Espagne       |                                              |
| 16 octobre 2012 · 21 h 00 · Historique des rencontres | Ramos 25e | (1 – 0) | 90+4e Giroud | Spectateurs : 48 000 Arbitrage : Felix Brych | Spectateurs : 48 000 Arbitrage : Felix Brych |
| 16 octobre 2012 · 21 h 00 · Historique des rencontres | Rapport   |         |              | Spectateurs : 48 000 Arbitrage : Felix Brych | Spectateurs : 48 000 Arbitrage : Felix Brych |

| Match amical                                           | Italie          | 1 – 2   | France                   | Stade Ennio Tardini Parme, Italie                 |                                                   |
| 14 novembre 2012 · 20 h 50 · Historique des rencontres | El Shaarawy 35e | (1 – 1) | 37e Valbuena · 67e Gomis | Spectateurs : 19 665 Arbitrage : Undiano Mallenco | Spectateurs : 19 665 Arbitrage : Undiano Mallenco |
| 14 novembre 2012 · 20 h 50 · Historique des rencontres | Rapport         |         |                          | Spectateurs : 19 665 Arbitrage : Undiano Mallenco | Spectateurs : 19 665 Arbitrage : Undiano Mallenco |

### Temps de jeu des joueurs
En 2012, Franck Ribéry est le joueur qui a disputé le plus de matchs (14), soit toutes les rencontres de l'équipe de France cette année-là. En minutes, c'est Hugo Lloris qui a eu le plus de temps de jeu avec 1 170 minutes écoulées sur les terrains alors que Ribéry n'en compte que 989. De plus, le gardien tricolore a gardé le brassard lors de tous les matchs sauf contre l'Islande où c'est Philippe Mexès qui a hérité du capitanat. Le joueur ayant eu le moins de temps de jeu est Benoît Trémoulinas avec seulement une minute à son actif contre l'Italie.
| Joueurs                                                 |    |    |    |    |    |    |    |    |    |    |    |    |    |    |
| Gardiens de but                                         |    |    |    |    |    |    |    |    |    |    |    |    |    |    |
| Hugo Lloris (Olympique lyonnais puis Tottenham Hotspur) | 90 |    | 90 | 90 | 90 | 90 | 90 | 90 | 90 | 90 | 90 | 90 | 90 | 90 |
| Steve Mandanda (Olympique de Marseille)                 |    | 90 |    |    |    |    |    |    |    |    |    |    |    |    |
| Défenseurs                                              |    |    |    |    |    |    |    |    |    |    |    |    |    |    |
| Philippe Mexès (Milan AC)                               | 90 | 90 | 72 | 90 | 90 | 90 | 90 |    |    |    |    |    |    |    |
| Adil Rami (Valence CF)                                  | 90 | 90 | 18 | 90 | 90 | 90 | 90 | 90 |    |    |    |    |    |    |
| Éric Abidal (FC Barcelone)                              | 90 |    |    |    |    |    |    |    |    |    |    |    |    |    |
| Mathieu Debuchy (Lille OSC)                             | 90 | 90 |    | 90 | 90 | 90 | 90 | 64 | 28 |    |    | 45 | 90 | 47 |
| Patrice Évra (Manchester United)                        |    | 90 |    | 90 | 90 |    |    |    | 90 | 90 | 90 |    | 90 | 90 |
| Anthony Réveillère (Olympique lyonnais)                 |    |    | 90 |    |    |    |    | 90 |    | 90 |    |    |    | 43 |
| Laurent Koscielny (Arsenal FC)                          |    |    | 90 | 25 |    |    |    | 90 |    |    |    | 90 | 90 | 90 |
| Gaël Clichy (Manchester City)                           |    |    | 90 |    |    | 90 | 90 | 90 |    |    |    | 90 |    |    |
| Mamadou Sakho (Paris SG)                                |    |    |    |    |    |    |    |    | 90 | 90 | 90 | 90 | 90 | 90 |
| Mapou Yanga-Mbiwa (Montpellier HSC)                     |    |    |    |    |    |    |    |    | 90 | 90 | 90 |    |    |    |
| Christophe Jallet (Paris SG)                            |    |    |    |    |    |    |    |    | 28 |    | 90 | 45 |    |    |
| Benoît Trémoulinas (Girondins de Bordeaux)              |    |    |    |    |    |    |    |    |    |    |    |    |    | 1  |
| Milieux                                                 |    |    |    |    |    |    |    |    |    |    |    |    |    |    |
| Yann M'Vila (Stade rennais)                             | 62 |    | 5  |    |    | 22 | 83 | 79 |    |    |    |    |    |    |
| Yohan Cabaye (Newcastle United)                         | 62 | 58 | 61 | 52 | 84 | 68 |    | 90 |    | 73 | 75 |    | 90 |    |
| Samir Nasri (Manchester City)                           | 90 | 58 | 90 | 73 | 90 | 90 | 77 | 25 |    |    |    |    |    |    |
| Mathieu Valbuena (Olympique de Marseille)               | 68 | 15 |    | 38 |    |    |    |    | 75 | 63 | 59 | 45 | 33 | 72 |
| Franck Ribéry (Bayern Munich)                           | 45 | 15 | 61 | 65 | 90 | 90 | 90 | 90 | 90 | 89 | 89 | 22 | 90 | 63 |
| Jérémy Ménez (Paris SG)                                 | 45 | 75 | 29 | 17 |    | 73 | 13 | 26 |    | 63 | 89 | 68 | 68 | 27 |
| Alou Diarra (Olympique de Marseille puis West Ham)      | 28 | 32 | 85 | 65 | 90 | 90 | 90 |    |    |    |    |    |    |    |
| Florent Malouda (Chelsea)                               | 28 | 32 | 76 | 73 | 85 |    | 31 | 65 |    |    |    |    |    |    |
| Morgan Amalfitano (Olympique de Marseille)              | 22 |    |    |    |    |    |    |    |    |    |    |    |    |    |
| Yoann Gourcuff (Olympique lyonnais)                     |    | 75 |    |    |    |    |    |    |    |    |    |    |    | 18 |
| Hatem Ben Arfa (Newcastle United)                       |    | 58 | 14 | 17 | 6  |    | 59 |    |    |    |    |    |    |    |
| Marvin Martin (FC Sochaux-Montbéliard puis Lille OSC)   |    | 32 | 29 | 25 | 5  | 17 |    |    | 63 |    |    |    |    |    |
| Rio Mavuba (Lille OSC)                                  |    |    |    |    |    |    |    |    | 46 | 90 | 90 |    |    |    |
| Maxime Gonalons (Olympique lyonnais)                    |    |    |    |    |    |    |    |    | 90 |    |    | 22 | 57 | 7  |
| Étienne Capoue (Toulouse FC)                            |    |    |    |    |    |    |    |    | 45 |    | 90 | 68 |    | 83 |
| Abou Diaby (Arsenal FC)                                 |    |    |    |    |    |    |    |    |    | 90 |    |    |    |    |
| Blaise Matuidi (Paris SG)                               |    |    |    |    |    |    |    |    |    | 73 | 75 | 45 | 90 | 90 |
| Moussa Sissoko (Toulouse FC)                            |    |    |    |    |    |    |    |    |    |    |    | 90 | 22 | 90 |
| Clément Chantôme (Paris SG)                             |    |    |    |    |    |    |    |    |    |    |    | 30 |    |    |
| Attaquants                                              |    |    |    |    |    |    |    |    |    |    |    |    |    |    |
| Olivier Giroud (Montpellier HSC puis Arsenal FC)        | 76 | 32 | 29 | 17 |    | 15 | 7  | 11 | 74 |    | 59 | 90 | 7  | 63 |
| Louis Saha (Tottenham Hotspur puis Sunderland AFC)      | 14 |    |    |    |    |    |    |    |    |    |    |    |    |    |
| Karim Benzema (Real Madrid)                             |    | 58 | 61 | 73 | 90 | 75 | 90 | 90 | 63 | 90 | 90 | 45 | 87 |    |
| Bafétimbi Gomis (Olympique lyonnais)                    | 14 |    |    |    |    |    |    |    | 74 | 1  |    | 15 |    | 27 |
| Jimmy Briand (Olympique lyonnais)                       |    |    |    |    |    |    |    |    | 75 |    |    |    |    |    |

### Buteurs
En 2012, Franck Ribéry est le meilleur buteur de l'équipe de France avec 4 buts. Ces trois premiers buts ont été inscris lors des matchs de préparation pour l'Euro, respectivement contre l'Islande, la Serbie et l'Estonie. Le quatrième but est marqué contre la Biélorussie, match qualificatif pour le Mondial 2014.
| Place   | Nom                 | Matchs amicaux                     | Euro 2012           | Qualifications Mondial 2014 | TOTAL des BUTS |
| 1       | Franck Ribéry       | 3 buts ( Islande, Serbie, Estonie) | -                   | 1 but ( Biélorussie)        | 4 buts         |
| 2       | Karim Benzema       | 2 buts ( Estonie, Estonie)         | -                   | -                           | 2 buts         |
| -       | Florent Malouda     | 2 buts ( Allemagne, Serbie)        | -                   | -                           | 2 buts         |
| -       | Jérémy Ménez        | 1 but ( Estonie)                   | 1 but ( Ukraine)    | -                           | 2 buts         |
| -       | Olivier Giroud      | 1 but ( Allemagne)                 | -                   | 1 but ( Espagne)            | 2 buts         |
| 3       | Mathieu Debuchy     | 1 but ( Islande)                   | -                   | -                           | 1 but          |
| -       | Adil Rami           | 1 but ( Islande)                   | -                   | -                           | 1 but          |
| -       | Samir Nasri         | -                                  | 1 but ( Angleterre) | -                           | 1 but          |
| -       | Yohan Cabaye        | -                                  | 1 but ( Ukraine)    | -                           | 1 but          |
| -       | Abou Diaby          | -                                  | -                   | 1 but ( Finlande)           | 1 but          |
| -       | Étienne Capoue      | -                                  | -                   | 1 but ( Biélorussie)        | 1 but          |
| -       | Christophe Jallet   | -                                  | -                   | 1 but ( Biélorussie)        | 1 but          |
| -       | Mathieu Valbuena    | 1 but ( Italie)                    | -                   | -                           | 1 but          |
| -       | Bafétimbi Gomis     | 1 but ( Italie)                    | -                   | -                           | 1 but          |
| Détails | 16 buteurs français | 13 buts                            | 3 buts              | 5 buts                      | 21 buts        |

### Passeurs
En 2012, Karim Benzema est le meilleur passeur de l'équipe de France avec 6 offrandes pour 5 joueurs différents.
6 passes 

Karim Benzema ( Islande pour Mathieu Debuchy,  Estonie pour Franck Ribéry,  Ukraine pour Jérémy Ménez et Yohan Cabaye,  Finlande pour Abou Diaby,  Biélorussie pour Franck Ribéry)
4 passes 

Franck Ribéry ( Estonie pour Karim Benzema,  Biélorussie pour Étienne Capoue et Christophe Jallet,  Espagne pour Olivier Giroud)
3 passes 

Olivier Giroud ( Islande pour Franck Ribéry et Adil Rami,  Estonie pour Jérémy Ménez)
2 passes 

Mathieu Debuchy ( Allemagne pour Olivier Giroud et Florent Malouda)

## Aspects socio-économiques

### Maillots

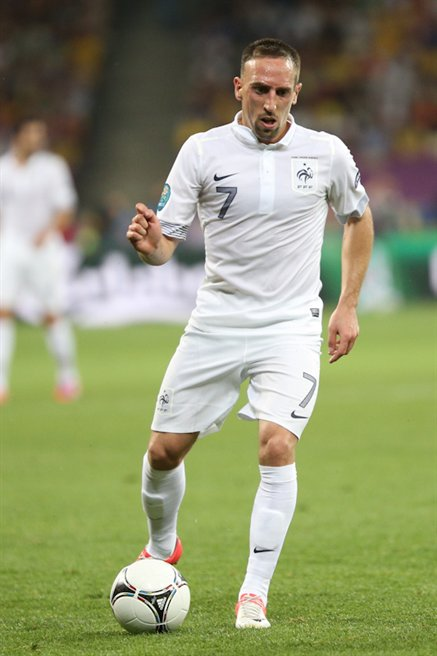
Franck Ribéry portant la maillot extérieur de l'équipe de France.

L'équipe de France porte en 2012 un maillot confectionné par Nike, équipementier des Bleus depuis 2011.
Le maillot extérieur est dévoilé en février peu avant le match contre l'Allemagne, il est entièrement blanc et assez classique avec des rayures sur les manches et une longue patte de boutonnage. Le maillot domicile est quant à lui présenté en avril au Couvent des Célestins, siège de l'état-major de la garde républicaine, dans le 4e arrondissement de Paris. De même qu'en 2011, le maillot est composé de lignes horizontales de la marinière, insérées de manière plutôt discrète avec un bleu plus foncé que celui qui recouvre l'intégralité du maillot. La principale différence se situe au niveau du col, relevé et d'un bleu plus clair. De plus, l'écusson du coq français est, cette fois-ci, doré tout comme celui du logo de Nike. Les deux maillots sont signés par la phrase « Nos différences nous unissent », référence à la dimension multiculturelle de la France. Ces tuniques seront celles utilisées lors de l'Euro 2012,.
| Couleurs | Bleu et blanc |           |
| Marque   | Nike          |           |
| Domicile | Domicile bis  | Extérieur |

### Audiences
| Jour de diffusion | Match                | Compétition                            | Diffuseur | Téléspectateurs | Part d'audience | Référence         |
| 29 février 2012   | Allemagne - France   | Amical                                 | TF1       | 6 489 000       | 26,3 %          | [ 74 ]            |
| 27 mai 2012       | France - Islande     | Amical                                 | TF1       | 5 700 000       | 26,6 %          | [réf. nécessaire] |
| 31 mai 2012       | France - Serbie      | Amical                                 | TF1       | 6 383 000       | 26 %            | [réf. nécessaire] |
| 5 juin 2012       | France - Estonie     | Amical                                 | TF1       | 6 697 000       | 27,2 %          | [réf. nécessaire] |
| 11 juin 2012      | France - Angleterre  | Championnat d'Europe (Phase de groupe) | TF1       | 10 300 000      | 50,2 %          | [ 75 ]            |
| 15 juin 2012      | Ukraine - France     | Championnat d'Europe (Phase de groupe) | M6        | 10 500 000      | 46,6 %          | [ 76 ]            |
| 19 juin 2012      | Suède - France       | Championnat d'Europe (Phase de groupe) | M6        | 12 200 000      | 44,5 %          | [ 77 ]            |
| 23 juin 2012      | Espagne - France     | Championnat d'Europe (Quart de finale) | TF1       | 11 264 000      | 52,3 %          | [ 78 ]            |
| 15 août 2012      | France - Uruguay     | Amical                                 | TF1       | 5 186 000       | 27,4 %          | [ 79 ]            |
| 7 septembre 2012  | Finlande - France    | Qualification Coupe du monde 2014      | M6        | 5 212 000       | 21,8 %          | [ 80 ]            |
| 11 septembre 2012 | France - Biélorussie | Qualification Coupe du monde 2014      | TF1       | 6 900 000       | 29 %            | [ 81 ]            |
| 12 octobre 2012   | France - Japon       | Amical                                 | TF1       | 5 124 000       | 21,3 %          | [ 82 ]            |
| 16 octobre 2012   | Espagne - France     | Qualification Coupe du monde 2014      | TF1       | 8 538 000       | 33,1 %          | [ 80 ]            |
| 14 novembre 2012  | Italie - France      | Amical                                 | TF1       | 6 043 000       | 23 %            | [ 83 ]            |